# Nazionale maschile di pallanuoto della Nuova Zelanda
La nazionale di pallanuoto maschile della Nuova Zelanda è la rappresentativa pallanuotistica neozelandese nelle competizioni internazionali. È posta sotto l'egida della New Zealand Water Polo, affiliata all'OSA.
La Nuova Zelanda ha preso parte a cinque campionati mondiali, vincendo la sua prima gara nell'edizione 2007.

## Risultati
Mondiali
| Edizione           | Piazzamento     | G | V | P | S |
| ------------------ | --------------- | - | - | - | - |
| Belgrado 1973      | Non qualificata | - | - | - | - |
| Cali 1975          | Non qualificata | - | - | - | - |
| Berlino Ovest 1978 | Non qualificata | - | - | - | - |
| Guayaquil 1982     | 16º posto       | 7 | 0 | 0 | 7 |
| Madrid 1986        | Non qualificata | - | - | - | - |
| Perth 1991         | 16º posto       | 7 | 0 | 0 | 7 |
| Roma 1994          | 16º posto       | 7 | 0 | 0 | 7 |
| Perth 1998         | 16º posto       | 6 | 0 | 0 | 6 |
| Fukuoka 2001       | Non qualificata | - | - | - | - |
| Barcellona 2003    | Non qualificata | - | - | - | - |
| Montréal 2005      | Non qualificata | - | - | - | - |
| Melbourne 2007     | 15º posto       | 5 | 1 | 0 | 4 |
| Roma 2009          | Non qualificata | - | - | - | - |
| Shanghai 2011      | Non qualificata | - | - | - | - |
| Barcellona 2013    | 16º posto       | 4 | 0 | 0 | 4 |
| Kazan' 2015        | Non qualificata | - | - | - | - |
| Budapest 2017      | Non qualificata | - | - | - | - |

World League
| Edizione        | Piazzamento      | G | V | P | S |
| --------------- | ---------------- | - | - | - | - |
| Patrasso 2002   | Non partecipante | - | - | - | - |
| New York 2003   | Non partecipante | - | - | - | - |
| Long Beach 2004 | Non partecipante | - | - | - | - |
| Belgrado 2005   | Non partecipante | - | - | - | - |
| Atene 2006      | Non partecipante | - | - | - | - |
| Berlino 2007    | Non partecipante | - | - | - | - |

| Edizione        | Piazzamento             | G  | V | P | S |
| --------------- | ----------------------- | -- | - | - | - |
| Genova 2008     | Turno di qualificazione | 8  | 2 | 0 | 6 |
| Podgorica 2009  | Turno di qualificazione | 6  | 0 | 0 | 6 |
| Niš 2010        | Turno di qualificazione | 10 | 2 | 0 | 8 |
| Firenze 2011    | Turno di qualificazione | 8  | 0 | 0 | 8 |
| Almaty 2012     | Non partecipante        | -  | - | - | - |
| Čeljabinsk 2013 | Turno di qualificazione | 4  | 0 | 0 | 4 |
|                 |                         |    |   |   |   |

## Formazioni
- Mondiali - Melbourne 2007 - 15º posto:

Ben Tait, Richard Claridge, Christopher Broome, Matthew Payne, Nicholas Grieve, Shaun Venter, Lachlan Tijsen, Rob Tindall, Zoltan Boros, Jacques Venter, Timothy Grace, David Broome, John Love. CT.: Davor Carević.